# جون كورنفورث
جون كورنفورث (بالإنجليزية: John Warcup Cornforth)‏ هو كيميائي (و.7 سبتمبر 1917 في سيدني بأستراليا-ت. 14 ديسمبر 2013).
ولد جون أصَمَّ ورغم مرضه التحق في سن السادسة عشرة بجامعة سيدني ودرس فيها الكيمياء العضوية. في سنة 1927 أنهى دراسته في الجامعة أولا على مجموعته كما تحصل على ميدالية من الجامعة. تحصل في السنة الموالية لتخرجه على منحة للدراسة في جامعة أكسفورد عند روبرت روبنسون.
تحصل سنة 1975 على جائزة نوبل في الكيمياء واختير في نفس السنة أسترالي السنة. تحصل على ميدالية كوبلاي سنة 1982. هو كذلك عضو في المجتمع الملكي. أجرى معظم أبحاثه في جامعة ساسكس.

## روابط خارجية
- جون كورنفورث على موقع الموسوعة البريطانية (الإنجليزية)
- جون كورنفورث على موقع مونزينجر (الألمانية)
- جون كورنفورث على موقع إن إن دي بي (الإنجليزية)